# Конокса (деревня)
Ко́нокса — деревня в Холмогорском районе Архангельской области. Входит в состав Хаврогорского сельского поселения.
Численность населения деревни, по данным Всероссийской переписи населения 2010 года, составляла 7 человек.

## География
Деревня расположена на правом, возвышенном берегу реки Северная Двина, у впадения реки Конокса. Напротив деревни — остров Мартушев.